# アジアハイウェイ14号線
アジアハイウェイ14号線（アジアハイウェイ14ごうせん）は、アジアハイウェイ網の路線の一つ。アジアハイウェイ東南アジア小地域（サブリージョン）の路線の一つ。総延長は2,077kmである。
南シナ海に面するベトナムハイフォンを起点とし北西に向けて進む。首都ハノイ付近でアジアハイウェイ1号線と交差し、更に北西に進みラオカイ・河口付近で中越国境を跨ぎ、雲南省省都の昆明でアジアハイウェイ3号線と交差する。更に西進し瑞麗・ムセ付近で中緬国境を跨ぎ、ミャンマーマンダレーが終点となり、そこでアジアハイウェイ1号線と接続する。

## ルート

### ベトナム
区間延長446km
- ベトナム国道5号線（ベトナム語版） : ハイフォン - ハノイ（アジアハイウェイ1号線と交差）
- ベトナム国道2号線（ベトナム語版） : ハノイ - ヴィエットチー
- ベトナム国道70号線（ベトナム語版） : ベトチ - バオタン
- ベトナム国道4D号線（ベトナム語版） : バオタン - ラオカイ - ラオカイ国境検問所 - （中華人民共和国へ）

### 中華人民共和国
区間延長1,178km
- 開河高速道路（中国語版） : 河口国境検問所 - 河口 - 弥勒
- 広昆高速道路（中国語版） : 弥勒 - 石林
- 汕昆高速道路と広昆高速道路（中国語版）の重複区間 : 石林 - 昆明（アジアハイウェイ3号線と交差）
- 杭瑞高速道路 : 昆明 - 瑞麗 - 瑞麗国境検問所 - （ミャンマーへ）

### ミャンマー
区間延長453km
- ミャンマー国道3号線（英語版） : ムセ国境検問所 - ムセ - ラーショー - マンダレー （アジアハイウェイ1号線と接続）

## 参考資料
- Asian Highway （英語） - 国際連合アジア太平洋経済社会委員会による解説
- Asian Highway Route Map (PDF)  （英語） - 国際連合アジア太平洋経済社会委員会によるルート図
- Asian Highway Handbook (PDF)  （英語） - 国際連合アジア太平洋経済社会委員会
- アジアハイウェイ・プロジェクトの概要 - 国土交通省総合政策局
- アジアハイウェイとは - 国土交通省総合政策局